# Paidia albescens
Paidia albescens är en fjärilsart som beskrevs av Otto Staudinger 1891. Paidia albescens ingår i släktet Paidia och familjen björnspinnare. Inga underarter finns listade i Catalogue of Life.